# Episodi di CSI - Scena del crimine (tredicesima stagione)
La tredicesima stagione della serie televisiva CSI - Scena del crimine è stata trasmessa sul canale statunitense CBS dal 26 settembre 2012 al 15 maggio 2013.
Invece in Italia, la prima parte della stagione (ep. 1-13) è stata trasmessa dal 14 marzo al 30 maggio 2013 e la seconda parte (ep. 14-22) dal 13 settembre al 1º novembre 2013 su Fox Crime. 
Il tredicesimo episodio, In vino veritas, costituisce la prima parte di un crossover con CSI: NY, che prosegue nell'episodio 15 della nona stagione di tale serie, dal titolo Seth e Apep. In Italia, Fox Crime ha trasmesso il 30 maggio 2013 entrambi gli episodi, benché la nona stagione di CSI: NY fosse ancora inedita e la serie sia trasmessa prima da Italia 1. In chiaro entrambi gli episodi sono stati trasmessi il 14 gennaio 2014 su Italia 1, mentre il resto della stagione è stato trasmesso dal 23 settembre al 9 dicembre 2014 sempre su Italia 1.
| nº | Titolo originale        | Titolo italiano             | Prima TV USA      | Prima TV Italia   |
| -- | ----------------------- | --------------------------- | ----------------- | ----------------- |
| 1  | Karma to Burn           | Karma da bruciare           | 26 settembre 2012 | 14 marzo 2013     |
| 2  | Code Blue Plate Special | Piatto speciale             | 10 ottobre 2012   | 14 marzo 2013     |
| 3  | Wild Flowers            | Fiori selvaggi              | 17 ottobre 2012   | 21 marzo 2013     |
| 4  | It Was a Very Good Year | È stato un ottimo anno      | 24 ottobre 2012   | 28 marzo 2013     |
| 5  | Play Dead               | Un morso alla gola          | 31 ottobre 2012   | 4 aprile 2013     |
| 6  | Pick and Roll           | Di sport si muore           | 7 novembre 2012   | 11 aprile 2013    |
| 7  | Fallen Angels           | L'ombra di Warrick          | 14 novembre 2012  | 18 aprile 2013    |
| 8  | CSI on Fire             | Il passato che ritorna      | 21 novembre 2012  | 25 aprile 2013    |
| 9  | Strip Maul              | Droga e omicidi             | 28 novembre 2012  | 2 maggio 2013     |
| 10 | Risky Business Class    | In business class           | 12 dicembre 2012  | 9 maggio 2013     |
| 11 | Dead Air                | Morte in diretta            | 16 gennaio 2013   | 16 maggio 2013    |
| 12 | Double Fault            | L'ultima volée              | 23 gennaio 2013   | 23 maggio 2013    |
| 13 | In Vino Veritas         | In vino veritas             | 6 febbraio 2013   | 30 maggio 2013    |
| 14 | Exile                   | Esule                       | 13 febbraio 2013  | 13 settembre 2013 |
| 15 | Forget Me Not           | Non ti scordar di me        | 20 febbraio 2013  | 20 settembre 2013 |
| 16 | Last Woman Standing     | L'ultima mano               | 27 febbraio 2013  | 27 settembre 2013 |
| 17 | Dead of the Class       | La rimpatriata              | 20 marzo 2013     | 4 ottobre 2013    |
| 18 | Sheltered               | Rifugiato                   | 3 aprile 2013     | 11 ottobre 2013   |
| 19 | Backfire                | Ritorsione                  | 10 aprile 2013    | 18 ottobre 2013   |
| 20 | Fearless                | Senza paura                 | 1º maggio 2013    | 25 ottobre 2013   |
| 21 | Ghosts of the Past      | Fantasmi del passato        | 8 maggio 2013     | 25 ottobre 2013   |
| 22 | Skin in the Game        | Giochi infernali (1ª parte) | 15 maggio 2013    | 1º novembre 2013  |

## Karma da bruciare
- Titolo originale: Karma to Burn
- Diretto da: Alec Smight

Sara parla con Nick

- Scritto da: Christopher Barbour e Don McGill

### Trama
Quando Kaitlyn, la nipote di Russell, viene rapita, lui, Julie e il resto della squadra sono costretti a una ricerca a tutto campo per recuperarla e trovare i suoi rapitori. Nel frattempo Morgan, mentre attende notizie su suo padre in ospedale, si avvicina sempre più ad Hodges e Sara riesce a convincere Nick a ritornare nella scientifica.
- Special guest star: Peri Gilpin

## Piatto speciale
- Titolo originale: Code Blue Plate Special
- Diretto da: Louis Shaw Milito
- Scritto da: Andrew Dettmann

### Trama
Finito il turno, la squadra decide di andare alla sua tavola calda preferita. Una volta arrivati scoprono che c'è stata una strage e il proprietario rimasto chiuso nella cella frigorifera. Il loro primo sospettato diventa Ronald Basderic, noto stalker già incontrato in passato e vecchio nemico di Sara.
- Guest star: Arye Gross, Adam J. Harrington, Jean Louisa Kelly, Elisabeth Bogush, Monnae Michael, Larry Sullivan, Marc Vann

## Fiori selvaggi
- Titolo originale: Wild Flowers
- Diretto da: Brad Tanenbaum
- Scritto da: Joe Pokaski

### Trama
Il team indaga sull'omicidio di una ragazza uccisa durante un rave nel deserto. Durante le indagini si viene a sapere che la vittima e sua sorella, a cui è stata tagliata la lingua, erano fuggite da una difficile situazione di abusi sessuali.
- Special guest star: Enrique Murciano
- Guest star: Michael Irby, Madalyn Horcher, Dana Davis, Jesse Garcìa, Larry Hankin, Zuleyka Silver

## È stato un ottimo anno
- Titolo originale: It Was a Very Good Year
- Diretto da: Frank Waldeck
- Scritto da: Gavin Harris

### Trama
La squadra indaga sul ritrovamento di un pianoforte in mezzo al deserto, con all'interno il cadavere di una giornalista, vecchio interesse romantico di Greg.
- Guest star: Toby Huss, Jay Acovone, Channon Roe, Marcus Brown

## Un morso alla gola
- Titolo originale: Play Dead
- Diretto da: Eagle Egilsson
- Scritto da: Treena Hancock e Melissa R. Byer

### Trama
Il team sta indagando sull'omicidio di un agente di polizia, dove l'unico testimone e primo sospettato è Sam, il cane poliziotto della vittima. Nel mentre Finn e Morgan indagano sulla morte di un avvocato divorzista.
- Guest star: David S. Lee, Caroline Lagerfelt, Kyle Richards, Johanna Braddy, Michael Bunin, Brianne Davis, James Hyde, Brigitte Davidovici, Katie Leclerc

## Di sport si muore
- Titolo originale: Pick and Roll
- Diretto da: Alec Smight
- Scritto da: Rick Eid

### Trama
Quando viene ritrovato morto l'allenatore della squadra di basket dell'università il primo sospettato è Charlie, giocatore della squadra nonché figlio di Russell.
- Special guest star: Peri Gilpin
- Guest star: Michael Gross, Bryan Callen, Brandon W. Jones, Robert Mammana, Alexie Gilmore, Italia Ricci, Elaine Tan, Theodore Borders

## L'ombra di Warrick
- Titolo originale: Fallen Angels
- Diretto da: Louis Shaw Milito
- Scritto da: Tom Mularz

### Trama
L'omicidio di un pastore protestante presso il luogo di sepoltura di Warrick porta la squadra alla caccia di un uomo che ha perso la sua famiglia anni fa. Il caso però colpisce troppo da vicino Nick, Sara, Greg e Jim Brass, risvegliando in loro il ricordo dell'amico Warrick.
- Guest star: Meta Golding, Malcolm Goodwin, Kofi Siriboe, Michael Hyatt, Harrison Page, Terrell Ransom Jr.

## Il passato che ritorna
- Titolo originale: CSI on Fire
- Diretto da: Jeffrey Hunt
- Scritto da: Thomas Hoppe, Carol Mendelsohn e Richard Catalani

### Trama
Il ritrovamento di una fossa comune diventa personale per Finn, quando si scopre che una delle vittime è una ragazza scomparsa anni prima a Seattle, probabile vittima di Tom Cooley, con cui Finn ha già avuto a che fare.
- Special guest star: Dylan Walsh
- Guest star: Brian Van Holt, Sarah Joy Brown, Scott Lowell, Gonzalo Menendez, Lilli Birdsell, Eric Steinberg, Portia

## Droga e omicidi
- Titolo originale: Strip Maul
- Diretto da: Alec Smight
- Scritto da: Christopher Barbour

### Trama
Mentre il team sta dando una mano alle forze di polizia locale sulla Strip, viene ritrovato un cadavere in un'auto e Jim scopre nuove verità su sua figlia Ellie.
- Guest star: Alimi Ballard, Lilly McDowell, Andrew Elvis Miller, Inbar Lavi, Anthony Azizi, David Magidoff, Patrick Cassidy, Mat Vairo, Ming Lo, Marc Vann

## In business class
- Titolo originale: Risky Business Class
- Diretto da: Frank Waldeck
- Scritto da: Elizabeth Devine

### Trama
La squadra è chiamata a indagare quando un piccolo aereo, con 5 persone a bordo, si schianta appena fuori Las Vegas. Inoltre, Sara comincia a risentire della difficoltà della relazione a distanza con Grissom, quando un suo ex viene coinvolto nelle indagini.

## Morte in diretta
- Titolo originale: Dead Air
- Diretto da: Phil Conserva
- Scritto da: Joe Pokaski

### Trama
Il team è chiamato a indagare quando una nota giornalista viene uccisa durante un black out, nel corso di una trasmissione in diretta. Intanto Sara rifiuta le chiamate di Grissom, a causa della ricomparsa del suo vecchio amore.

## L'ultima volée
- Titolo originale: Double Fault
- Diretto da: Brad Tanenbaum
- Scritto da: Melissa R. Byer e Treena Hancock

### Trama
Mentre la squadra indaga sulla morte di una famosa stella del tennis, Hodges presenta a tutti la sua nuova fidanzata italiana Elisabetta.

## In vino veritas
- Titolo originale: In Vino Veritas
- Diretto da: Louis Shaw Milito
- Scritto da: Rick Eid

### Trama
Mac Taylor (CSI: NY) arriva a Las Vegas per sorprendere la sua fidanzata Christine, che si trova in città, ma, prima di dirigersi verso il suo albergo, fa una visita al suo amico D.B. Russell. Dopo che però non riesce a raggiungere la sua ragazza al telefono, preoccupato, Mac decide di andare con Russell in albergo. Qui trovano la sua stanza ribaltata e dopo varie indagini scoprono che Christine è stata rapita.
- Nota: L'episodio è la prima parte del crossover con CSI: NY. La vicenda si conclude infatti nell'episodio 15 della nona stagione di CSI: NY (Seth e Apep).

## Esule
- Titolo originale: Exile
- Diretto da: Jeffrey Hunt
- Scritto da: Carlos M. Marimon

### Trama
La squadra indaga sulla morte della sorella di una famosa cantante cubana. Inoltre Hodges comincia ad avere i primi dubbi sul suo fidanzamento con Elisabetta.

## Non ti scordar di me
- Titolo originale: Forget Me Not
- Diretto da: Karen Gaviola
- Scritto da: Andrew Dettmann

### Trama
Sara è la principale sospettata nelle indagini di un omicidio avvenuto nel suo albergo, dato che è stata l'ultima persona a vedere la vittima viva. Anche per questo il peso per la separazione da Grissom comincia a farsi sentire.

## L'ultima mano
- Titolo originale: Last Woman Standing
- Diretto da: Brad Tanenbaum
- Scritto da: Gavin Harris

### Trama
Il team indaga sulla morte di alcuni giocatori di poker, tutti collegati a un grosso imbroglio in un importante torneo.
- Nota: Nella quattordicesima stagione vi è un episodio con lo stesso titolo italiano (L'ultima mano).

## La rimpatriata
- Titolo originale: Dead of the Class
- Diretto da: Alec Smight
- Scritto da: Tom Mularz

### Trama
David si reca, incitato da sua moglie, alla rimpatriata con tutti i suoi ex compagni di liceo. Qui però, dopo che del sangue è finito nella macchina per le bolle, viene ritrovata la reginetta della scuola morta in uno sgabuzzino.

## Rifugiato
- Titolo originale: Sheltered
- Diretto da: Louis Shaw Milito
- Scritto da: Michael F.X. Daley

### Trama
La squadra, dopo aver trovato un cadavere, scopre lì vicino un nascondiglio sotterraneo che potrebbe essere il covo del probabile serial killer.

## Ritorsione
- Titolo originale: Backfire
- Diretto da: Frank Waldeck
- Scritto da: Jack Gutowitz

### Trama
La squadra sta indagando su un triplice omicidio e Russell sta cercando di creare un legame con la bambina di 6 anni, unica testimone.

## Senza paura
- Titolo originale: Fearless
- Diretto da: Eagle Egilsson
- Scritto da: Gavin Harris

### Trama
Mentre il team sta indagando sulla morte di un uomo ritrovato in un bagno di fango, Hodges è alle prese con i suoi piani matrimoniali con Elisabetta, dopo che è stata proprio lei a rinvenire il cadavere.

## Fantasmi del passato
- Titolo originale: Ghosts of the Past
- Diretto da: Brad Tanenbaum
- Scritto da: Andrew Dettmann

### Trama
La squadra indaga sulla morte di un cacciatore di fantasmi, che si collega a un caso di una ventina di anni prima. Inoltre Greg rivela a Morgan della probabile eredità psichica di sua nonna: egli infatti è in grado di percepire la presenza di un fantasma.

## Giochi infernali (1ª parte)
- Titolo originale: Skin in the Game
- Diretto da: Alec Smight
- Scritto da: Christopher Barbour e Don McGill

### Trama
Russell e la sua squadra indagano su una serie di omicidi con delle inquietanti somiglianze alle pene del contrappasso dell'Inferno dantesco. Morgan è in grave pericolo mentre sta proprio lavorando sotto copertura per avvicinarsi al killer.
- Guest star: Ozzy Osbourne